# Ratchapol Nawanno
Ratchapol Nawanno (thailändisch รัชพล นาวันโน, * 28. April 1986 in Nakhon Pathom), auch als Na (thailändisch นะ) bekannt, ist ein thailändischer Fußballspieler.

## Karriere

### Verein
Ratchapol Nawanno erlernte das Fußballspielen in der Schulmannschaft der Nakprasith School. Seinen ersten Profivertrag unterschrieb er 2010 beim Zweitligisten Nakhon Pathom United FC. Nach nur einem Jahr wechselte er 2011 zum Ligakonkurrenten Chainat Hornbill FC nach Chainat. In Chainat absolvierte er 88 Spiele. Der Erstligist Muangthong United nahm ihn 2017 unter Vertrag. Bis Mitte 2018 spielte er 19 Mal für Muangthong. Im Juli 2018 verpflichtete ihn der ebenfalls in der ersten Liga spielende PT Prachuap FC. Im September 2019 stand er im Endspiel des Thai League Cup. Das Finale gegen Buriram United gewann man im Elfmeterschießen. Am 29. Mai 2022 stand er erneut mit PT im Finale des Thai League Cup. Hier unterlag man im BG Stadium Buriram United mit 4:0. Für PT absolvierte er 85 Ligaspiele. Im Juni 2022 wechselte er zum Ligakonkurrenten Nongbua Pitchaya FC. Für dem Verein aus Nong Bua Lamphu stand er achtmal in Hinrunde auf dem Spielfeld. Zu Beginn der Rückrunde unterschrieb er im Januar 2023 einen Vertrag beim Drittligisten Pattaya Dolphins United. Der Verein aus dem Seebad Pattaya spielte in der Eastern Region der Liga. Mit dem Verein wurde er am Ende der Saison Meister der Region. In den Aufstiegsspielen zur zweiten Liga konnte man sich jedoch nicht durchsetzen. Da dem MH Nakhonsi City FC die Zweitligalizenz verweigert wurde, stieg Pattaya als Gesamtvierter der dritten Liga in die zweite Liga auf. Nach sieben Ligaspielen wurde sein Vertrag im Sommer 2023 nicht verlängert. Zu Beginn der Saison 2023/24 unterschrieb er einen Vertrag bei dem in der Bangkok Metropolitan Region spielenden Samut Sakhon City FC.

### Nationalmannschaft
2013 spielte Ratchapol Nawanno einmal in der thailändischen Nationalmannschaft. Sein Länderspieldebüt gab er am 15. Oktober 2013 in einem Asian-Cup-Qualifikationsspiel gegen den Iran im Azadi-Stadion in Teheran, dass der Iran mit 2:1 gewann.

## Erfolge
Muangthong United
- Thailändischer Ligapokalsieger: 2017
- Thailändischer Supercup-Sieger: 2017
- Mekong Club Championship: 2017

PT Prachuap FC
- Thailändischer Ligapokalsieger: 2019
- Thailändischer Ligapokalfinalist: 2021/22

Pattaya Dolphins United
- Thai League 3 – East: 2022/23  ▲